# Беззаконний адвокат
Беззаконний адвокат (кор. 무법 변호사) — це південнокорейський серіал, що розповідає історію про адвоката Бон Сан Пхіля, який повернувся до міста Кісона та збирається разом із Ха Че І відплати за смерть своєї матері. Серіал показувався на каналі tvN щосуботи та щонеділі з 12 травня по 1 липня 2018 року. У головних ролях Лі Чун Кі, Со Є Чі, Лі Хє Йон та Чхве Мін Су.

## Сюжет
Бон Сан Пхіль зростав під впливом гангстерського життя, якому притаманні жорстокі кулачні бої та порушення закону. У ранньому дитинстві, коли трагічно померла його мати, Сан Пхіль поставив собі мету помститися за її смерть. Потім він стає адвокатом та починає полювати на людей з абсолютним можливостями, які вважають, що вони поза законом. Після 18 років Сан Пхіль вирішує повернутися до міста Кісону, яке застрягло в корупції, починаючи від преси та закінчуючи прокурорами і суддями. Тоді ж Ха Че І, молодий адвокат, втратила ліцензію через те, що вдарила суддю, який прийняв несправедливе рішення щодо підсудного. Після чого вона повертається до свого рідного дому, Кісону. У Кісоні Бон Сан Пхіль засновує адвокатне агентство, в якому Ха Че І починає працювати, щоб розплатитися з батьківським боргом.

## Акторський склад

### Головні актори
- Лі Джун Кі як Бон Сан Пхіль[6][7]

У дитинстві на його очах було вбито власну матір і після втечі до свого дядька, що є гангстером, вони покидають Кісон. Після декількох років по тому Бон Сан Пхіль стає відомим адвокатом у Сеулі, а також має чудові навички з бойових мистецтв. Однак, попри комфорт, що він має в Сеулі, Сан Пхіль вирішує покинути його та вирушити до Кісону. Там він засновує адвокатське агентство та збирається за законом покарати винних у смерті своєї матері.
- Со Є Чі як Ха Че І[6][7]

Одного дня її мати пішла з дому і так і не повернулися. Тому Ха Че І зростала тільки під піклуванням її батька. Вона протягом 18 років намагалася знайти свою матір, але так і не досягла успіху. Через цю мету Ха Че І стає адвокатом, однак під час одного із засідань суду, вона вдарила суддю за його несправедливий вирок. Тому вона повертається до Кісону, де зустрічається з Бон Сан Пхільом, на якого починає працювати, щоб виплати банківський борг.
- Лі Хє Йон як Чха Мун Сок[8][7][9]

Чха Мун Сок є дочка Чха Пьон Хо, відомого судді міста Кісон, який відмовився від посади у Верховному суді та залишився в рідному місці. Чха Мун Сок зайняла його місце після його смерті. Вона стала однією з найбільш поважаних і любимих суддів у місті Кісон. Більшість жителів міста постійно підтримують її плани та рішення. Однак її особистість приховує корупційні схеми, в яких вона бере участь та смерті невинних людей, яких погубили ці корупційні схеми. Коли вся її корупційна діяльність була глибоко прихована стосом пилу, з'являється Бон Сан Пхіль, який планує все це викрити.
- Чхве Мін Су як Ан О Чу[8][7][9]

Ан О Чу раніше був звичайним гангстером, однак зараз став головою компанії Ohju Group. Він є амбіційний та небезпечним, особливо, для тих, хто хоче зруйнувати його плани. Однак на публіці О Чу навчився виглядати як голова конгломерату та приховувати свою справжню особистість. Коли О Чу близько наблизився до своєї мети, з'являється Бон Сан Пхіль, який починає заважати йому її досягти.

### Другорядні актори

#### Адвокатне агентство «Беззаконний адвокат»
- Кім Пьон Хий як Тхе Кван Су[6]

Після того, як він зустрівся із Сан Пхільом, то став його правою рукою та допомагає йому помститися. Він добре розбирається в програмуванні та керуванням цифровим пристроями.
- Ім Кі Хин як Ким Кан[6]

Голова банди, що займається видачею кредитів простим людям та вимагання оплати їх, коли спливає термін. Одного дня до Ким Кану завітав Бон Сан Пхіль, який захотів забрати в нього його офіс. Після перепалки його банда почала працювати на Сан Пхіля. Він захоплюється діяльністю Тхе Кван Су.
- Со Є Хва як Ким Ча

Ким Ча є молодшою сестрою Ким Кана. Вона прийшла до адвокатської фірми Бон Сан Пхіля, щоб брат виплатив її гроші, які він їй заборгував.

#### Люди на стороні Чха Мун Сок
- Йом Хє Ран як Нам Су Ча[8]

Вона є дочкою секретара, що працював на суддю Чха Пьон Хо, батька Чха Мун Сок. Зараз вона також допомагає судді Чха Мун Сок завдяки успіху свого батька.
- Чха Чон Вон як Кан Йон Хий[8]

Вона є єдиною дочкою Нам Су Ча. Зі шкільних років вона була однокласницею Че І, а також її найбільшим суперником, починаючи із середньої школи та закінчуючи Судовим науково-навчальним інститутом. Кан Йон Хий була найкращим прокурором у місті Кісон, допоки не з'явився Бон Сан Пхіль. Вона неочікувано програла справу у суді адвокату-гангстеру Бон Сан Пхілю.  
- Чон Чін Кі як Ко Ін Ту[8]

Він є 25-річним адвокатом із Хянпхану.

#### Сім'я Бон Сан Пхіля
- Сін Ин Чон як Чхве Чін Е[10]
- Ан Не Сан як Чхве Те Ун[10]

#### Сім'я Ха Че І
- Лі Хан Ві як Ха Кі Хо[11]
- Пек Чу Хий як Но Хьон Чу[11]

#### Інші
- Пак Хо Сан як Чхон Син Пом[7]
- Кім Кван Кю як Кон Чан Су
- Лі Те Йон як У Хьон Ман[10][7]
- Чхве Те Хун як Сок Кван Тон[8]

## Оригінальні звукові доріжки
| Lawless Lawyer (Original Television Soundtrack) | Lawless Lawyer (Original Television Soundtrack) | Lawless Lawyer (Original Television Soundtrack) | Lawless Lawyer (Original Television Soundtrack) |
| #                                               | Назва                                           | Виконавець                                      | Тривалість                                      |
| ----------------------------------------------- | ----------------------------------------------- | ----------------------------------------------- | ----------------------------------------------- |
| 1.                                              | «Burn It Up»                                    | iamnot                                          | 3:05                                            |
| 2.                                              | «Memories»                                      | Babylon                                         | 3:30                                            |
| 3.                                              | «When I Look Into your Eyes»                    | Кім Йон Чі                                      | 3:17                                            |
| 4.                                              | «Livin' in the City»                            | PULLIK                                          | 3:00                                            |
| 5.                                              | «Big Picture»                                   | Ма Сан У                                        | 2:37                                            |
| 6.                                              | «Ohju: I ain't a Gang, No More»                 | Хван Ін Кю                                      | 4:32                                            |
| 7.                                              | «Lawless City Ki-Sung»                          | Лі Тхе Хьон                                     | 2:48                                            |
| 8.                                              | «Let's Go Bong Sang-pil»                        | Ма Сан У                                        | 2:29                                            |
| 9.                                              | «Their Past»                                    | Пак Ин Чі                                       | 2:26                                            |
| 10.                                             | «Muvengers»                                     | Хван Ін Кю                                      | 1:41                                            |
| 11.                                             | «Golden City»                                   | Лі А Рам                                        | 2:18                                            |
| 12.                                             | «I'll Protect You»                              | Ма Сан У                                        | 2:24                                            |
| 13.                                             | «Lawless Lawyer Firm»                           | Ма Сан У                                        | 2:34                                            |
| 14.                                             | «Your Hurt»                                     | О Хий Чун                                       | 3:43                                            |
| 15.                                             | «Lawless Family»                                | Пак Ин Чі                                       | 1:43                                            |
| 16.                                             | «7 Member»                                      | Ма Сан У                                        | 4:20                                            |
| 17.                                             | «Facing Evil»                                   | Но Хьон У                                       | 7:18                                            |
| 18.                                             | «Squabbling First Assignment»                   | Лі А Рам                                        | 2:01                                            |
| 19.                                             | «Judgement, Not Revenge»                        | Лі Тхе Хьон                                     | 2:32                                            |
| 20.                                             | «Lawless Lawyer Main Title»                     | Ма Сан У                                        | 2:54                                            |

## Сприйняття
Прем'єра серіалу «Беззаконний адвокат» показала чудовий старт, отримавши хороші рейтинги: 5,3 % — за першу серію та 6,0 % — за другу серію.

### Рейтинги
Найнижчі рейтинги позначені синім кольором, а найвищі — червоним кольором.
| Номер #          | Дата показу      | Середня загальна кількість переглядів | Середня загальна кількість переглядів | Середня загальна кількість переглядів | Середня загальна кількість переглядів |
| Номер #          | Дата показу      | TNMS Ratings                          | AGB Nielsen                           | AGB Nielsen                           |                                       |
| Номер #          | Дата показу      | Загальнонаціональні                   | Загальнонаціональні                   | Сеул                                  |                                       |
| ---------------- | ---------------- | ------------------------------------- | ------------------------------------- | ------------------------------------- | ------------------------------------- |
| 1                | 12 травня 2018   | 5,8 %                                 | 5,275 %                               | 5,895 %                               |                                       |
| 2                | 13 травня 2018   | 5,6 %                                 | 6,037 %                               | 6,291 %                               |                                       |
| 3                | 19 травня 2018   | 5,2 %                                 | 5,029 %                               | 5,081 %                               |                                       |
| 4                | 20 травня 2018   | 5,1 %                                 | 6,132 %                               | 6,814 %                               |                                       |
| 5                | 26 травня 2018   | 5,9 %                                 | 5,884 %                               | 6,070 %                               |                                       |
| 6                | 27 травня 2018   | 5,2 %                                 | 6,885 %                               | 6,702 %                               |                                       |
| 7                | 2 червня 2018    | 6,0 %                                 | 5,879 %                               | 5,879 %                               |                                       |
| 8                | 3 червня 2018    | 6,9 %                                 | 6,085 %                               | 6,253 %                               |                                       |
| 9                | 9 червня 2018    | 6,1 %                                 | 5,623 %                               | 5,925 %                               |                                       |
| 10               | 10 червня 2018   | 6,9 %                                 | 6,843 %                               | 7,324 %                               |                                       |
| 11               | 16 червня 2018   | Н/Д                                   | 4,028 %                               | 5,018 %                               |                                       |
| 12               | 17 червня 2018   | 6,1 %                                 | 6,754 %                               | 7,244 %                               |                                       |
| 13               | 23 червня 2018   | 5,5 %                                 | 5,050 %                               | 5,248 %                               |                                       |
| 14               | 24 червня 2018   | 7,2 %                                 | 7,089 %                               | 7,570 %                               |                                       |
| 15               | 30 червня 2018   | Н/Д                                   | 6,618 %                               | 7,155 %                               |                                       |
| 16               | 1 липня 2018     | 8,6 %                                 | 8,937 %                               | 9,721 %                               |                                       |
| Середнє значення | Середнє значення | 6,15 %                                | 6,134 %                               | 6,512 %                               |                                       |

## Нагороди та номінації
| Рік  | Нагорода         | Категорія                                                            | Отримувач  | Результат | Примітки |
| ---- | ---------------- | -------------------------------------------------------------------- | ---------- | --------- | -------- |
| 2018 | The Seoul Awards | Найкращий другорядний актор (серіал) (Best Supporting Actor (Drama)) | Пак Хо Сан | Номінація | [ 18 ]   |